# Hip-hop old-school
Pour les articles homonymes, voir Old school.

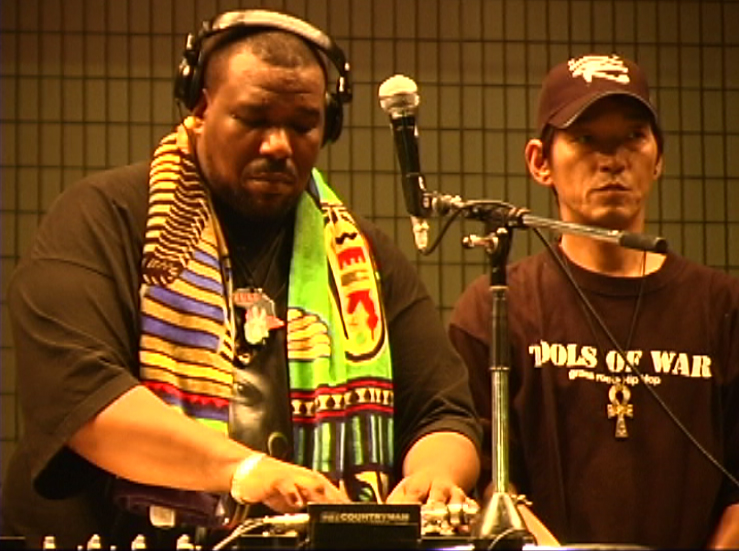
Afrika Bambaataa, groupe représentatif de la scène hip-hop old-school.

Le hip-hop old-school, ou rap old-school, est la forme la plus ancienne de hip-hop qui a été commercialement enregistré. Le rap old school a sa propre identité et représente le début de ce genre musical dans les années 1970 aux États-Unis. Il a par ailleurs son propre son qui se reconnait facilement, mais possède un lien très fort avec les autres éléments de la culture hip-hop.
L'image, le style et le son old-school sont représentés par des figures telles que Afrika Bambaataa, Grandmaster Flash et ses Furious Five, The Sugarhill Gang, Rock Steady Crew, Spoonie Gee, Newcleus, Treacherous Three, Funky Four Plus One, Kurtis Blow, Busy Bee Starski, Lovebug Starski, The Cold Crush Brothers, Kool Moe Dee, Warp 9 (en) et Fab Five Freddy.

## Caractéristiques et thèmes
Le hip-hop old-school est noté pour ses techniques de rap simples comparées aux plus récentes techniques de la musique hip-hop. Des artistes comme Melle Mel n'utilisent que quelques syllabes par barres de musique sur de simples rythmes, et un tempo modéré.
La plupart des thèmes abordés dans le hip-hop old-school se centrent sur la fête et passer du bon temps. Dans l'ouvrage How to Rap, Immortal Technique explique pourquoi faire la fête était un sujet central dans le hip-hop old-school : « le hip-hop est né dans un contexte social difficile... de la même manière que les esclaves chantaient pendant les travaux d'intérêt général... ce sont les seuls types de chansons qu'on connaissait. » À une exception près, la chanson The Message de Grandmaster Flash and the Furious Five, composée par Melle Mel ; la chanson devient un hit.
La battle fait également partie du hip-hop old-school. Sur ce thème, Esoteric explique : « il y a beaucoup de trucs qui viennent du hip-hop old-school. » Une légendaire battle hip-hop old-school entre Kool Moe Dee et Busy Bee Starski s'est popularisée en 1981. La défaite de Busy Bee face au rap plus complexe de Kool Moe Dee signifiait qu'« il n'était plus qu'un simple MC acclamé par la foule ; il était conteur et commentateur. » KRS-One commente également qu'il s'agit d'un grand pas dans l'histoire du rap dans le documentaire Beef
La science-fiction et l'afro-futurisme étaient également des thèmes qui revenaient dans le hip-hop. La publication de Planet Rock en 1982 a permis d'« éclairer les lanternes ». Le mélange de percussions électroniques et du rap d'Afrika Bambaataa ressemblait à « un orchestre catapulté dans l'hyper-espace. » Light Years Away, de Warp 9, (1983) produit et composé par Lotti Golden et Richard Scher, explore le contexte social d'un point de vue de la science-fiction.
Le hip-hop new school naît en 1983-1984 avec les premiers albums de Run–D.M.C. et LL Cool J, et les productions de Rick Rubin pour Def Jam. Caractérisé par son usage de la boîte à rythmes, et orienté plus rock, plus street, il prend le dessus sur le son old-school vers 1986.
Aujourd'hui le boom-bap est représenté en tant que hip-hop old school en raison de ses sonorités basées sur des samples de musique soul et de jazz du XXe siècle.